# Marstrands rådhus
Marstrands rådhus är en byggnad vid Rådhusgatan 17 i Marstrand. Den har fungerat som rådhus, stadshotell och stadshus för Marstrands stad och inrymmer numera bibliotek och utställningslokaler.  Byggnaden är byggnadsminne sedan den 19 april 1982.

## Historia
Efter Marstrands brand år 1643 upprättades en ny stadsplan år 1647, där borgarna förband sig att återuppbygga boningshusen i sten, men den enda stenbyggnad som verkligen blev uppförd var rådhuset, som placerades med gaveln mot torget. Efter freden i Roskilde år 1658 blev Marstrand svenskt och de danska privilegierna upphörde och därmed kravet på stenbyggnader.
I äldre handlingar kan man se att byggnaden då låg med sin längsta fasad mot Långgatan i väster. En ombyggnad genomfördes på 1780-talet varvid rådhuset utvidgades så att ena långsidan kom mot torget och byggnaden fick två fulla våningar och brutet tak. År 1782 använde Karlstens fästning huset som regemente för sina arbetskommenderingar och byggnadens andra våning användes som kronomagasin.
Under 1800-talet expanderade staden och rådstugurätten flyttades ned till en byggnad vid hamnen där även sjötullen hade sin lokal. På 1840-talet förelåg ett förslag till ombyggnad av huset för sjukhusändamål. Mellan åren 1867 och 1970 fungerade byggnaden som stadshotell för att därefter bli lokal för en segelmakare. Vindsplanet inreddes och frontespisen upptogs mot torget. Hotellet inrymde 7 rum. Under 1800-talet uppfördes även en mindre gårdsbyggnad av trä. Vid sekelskiftet utbyggdes verandan och köksdelen mot trädgården. I samband med restaureringen omkring år 1980 revs sannolikt tillbyggnaden mot gården. Det var troligen under hotelltiden som byggnaden fick sin nuvarande nyklassicistiska stil. Efter en omfattande renovering under åren 1982–1983 inrymmer rådhuset främst bibliotek och utställningslokaler. Den nuvarande fasadutformningen med frontespis och rik putsarkitektur tillkom på 1960-talet. Huset nyttjades då som stadshus och stadshotell och den stora salen i övervåningen användes av stadsfullmäktige.
Källaren användes som vinförråd under den period då rådhuset var hotell och fungerade som häkte innan häktet år 1860 förlades till kajområdet. Den har även använts i samband med Trollerikommissionens sammanträden. Bibliotekslokalen användes fram till år 1750 som magistratslokal. I byggnaden ska även under en period fyrmästaren på Karlstens fästning ha bott.

## Beskrivning
Rådhuset ligger vid torget i centrala Marstrand och har en i det närmaste kvadratisk form. Huvudentrén vetter mot torget. Det är en av stadens fåtaliga stenbyggnader, uppförd i två våningar med inredd vind. Sockeln är utförd i kalksten och fasaderna är ljusputsade. Bottenvåningen är rusticerad och andra våningen är slätputsad med kannelerade pilastrar. En frontespis mot torget markerar byggnadens mittparti dit huvudentrén är förlagd. Taket har en sadelform och är belagt med tvåkupigt rött tegel. Byggnaden, vars utformning huvudsakligen tillkom i samband med en renovering på 1860-talet, präglas av dekorativa listverk och fönsteröverstycken i form av frontoner på konsoler. En omfattande renovering skedde åren 1982–1983.
Byggnaden präglas av nyklassisk stil med en strängt uppbyggd fasad. De centrala partierna utgörs av långsidans entré och frontespis. Breda putsade väggband utgör kraftiga markeringar mellan de olika våningsplanen. Fönsteromfattningarna har bröstning och frontoner med undantag av de på undervåningen. I släta fält under fönstren på andra våningen finns texten bibliotek, rådhus respektive museum.
Källarvåningen, som är byggnadens äldsta delar, rymmer två rum som finns redovisade på ritningar från 1782 och som ligger under byggnadens västra del.